# World Dai Star
World Dai Star (ワールドダイスター Wārudo Dai Sutā?) es un proyecto multimedia escrito por Takahiro y creado por Egg Firm y Bandai Namco Filmworks, con diseños de personajes originales de Mika Pikazo. Una serie de televisión de anime de Lerche se estrenó en abril de 2023, y un juego móvil titulado World Dai Star: Yume no Stellarium se lanzará en el verano de 2023.

## Personajes

### Sirius
Kokona Ōtori (鳳ここな Ōtori Kokona?)
 Seiyū: Manaka Iwami
Shizuka (静香?)
 Seiyū: Ikumi Hasegawa
Kathrina Griebel (カトリナ・グリーベル Katorina Gurīberu?)
 Seiyū: Sally Amaki
Yae Niizuma (新妻八恵 Niizuma Yae?)
 Seiyū: Maria Naganawa
Panda Yanagiba (柳場ぱんだ Yanagiba Panda?)
 Seiyū: Naomi Ōzora
Chisa Sasuga (流石知冴 Sasuga Chisa?)
 Seiyū: Rico Sasaki
Noa Hiiragi (柊 望有 Hiiragi Noa?)
 Seiyū: Nanako Mori

### Gingaza
Ramona Wolf (ラモーナ・ウォルフ Ramōna Uorufu?)
 Seiyū: Minami Tanaka
Koyomi Senju
 Seiyū: Mariko Toribe

### Gekidan Denki
Mito Shiromaru (白丸美兎 Shiromaru Mito?)
 Seiyū: Reina Kondō
Iroha Senju
 Seiyū: Miho Okasaki

### Eden
Nikako Toneri (舎人仁花子 Toneri Nikako?)
 Seiyū: Shuka Saitō
Hatsumi Renjakuno
 Seiyū: Kana Aoi

## Contenido de la obra

### Manga
Una adaptación de manga ilustrada por Nanafuji comenzará a serializarse en el sitio web Comic Alive+ de Media Factory en abril de 2023.

### Anime
Una serie de televisión de anime de Lerche se estrenará el 9 de abril de 2023 en Tokyo MX y otras redes. La serie está dirigida por Yū Kinome y escrita por Yasuhiro Nakanishi, con Majiro manejando diseños de personajes de animación basados en los diseños originales de Mika Pikazo, y Ryō Takahashi, Kenichi Kuroda y Tatsuya Yano componiendo la música. Crunchyroll obtuvo la licencia de la serie fuera de Asia, bajo el nombre de "Stella of the Theater: World Dai Star".
| # | Título                                                   | Estreno             |
| - | -------------------------------------------------------- | ------------------- |
| 1 | «La chica que sueña» «Yumemiru Shōjo» (夢見る少女)       | 9 de abril de 2023  |
| 2 | «Copiando a otros» «Dareka no Manegoto» (誰かのまねごと) | 16 de abril de 2023 |

### Videojuego
Un juego móvil titulado World Dai Star: Yume no Stellarium se lanzará en el verano de 2023.